# Dimophyes arctica
Dimophyes arctica is een hydroïdpoliep uit de familie Diphyidae. De poliep komt uit het geslacht Dimophyes. Dimophyes arctica werd in 1897 voor het eerst wetenschappelijk beschreven door Chun. 